# Wienerwald-Bote

Das Titelblatt des Wienerwald-Boten vom 14. November 1908

Der Wienerwald-Bote war eine unpolitische österreichische Wochenzeitung. Sie wurde 1900 als „Neulengbacher Zeitung“ gegründet und 1905 in „Wienerwald-Bote“ umbenannt. 1940 ging die Zeitung im „Heimatboten“ (Ausgabe Neulengbach) auf. Dieser stellte sein Erscheinen am 25. März 1944 ein.
Der Wienerwald-Bote war im Jahr 1900 als Neulengbacher Zeitung gegründet worden und erschien mit dem Zusatz „Unabhängiges Wochenblatt für Politik, Land- und Forstwirthschaft, Gewerbe, Kunst und Literatur“. Die Erstausgabe wurde am 7. Oktober publiziert. Eigentümer, Herausgeber und Drucker war Josef Geißler, der ab 1902 auch als Redakteur aufschien. Bis 1902 hatte Julius Perschke diese Funktion innegehabt. 
Ab dem 1. Juli 1905 erschien die Neulengbacher Zeitung unter dem Titel Wienerwald-Bote. Kreisblatt für den Politischen Bezirk Hietzing-Umgebung mit besonderer Berücksichtigung der Gerichtsbezirke Liesing, Neulengbach, Purkersdorf. Weitere Zusätze des Titels waren zwischen 1915 und 1918 „Organ des Landwirtschaftlichen Bezirksvereines Neulengbach“ und ab 1939 „Mitteilungsblatt des westlichen Wienerwaldes“. Als Eigentümer fungierte weiterhin Josef Geißler, nach dessen Tod ab 1912 Geißlers Witwe. Ab dem 29. Juni 1940 war Josef August Geißler Eigentümer, Herausgeber und Drucker der Zeitung, ab 2. November 1940 die St. Pöltner Zeitungsverlags-Ges.m.b.H. Redakteure waren ab Oktober 1936 Josef August Geißler, ab November 1940 Josef Sedlmayer (Hauptschriftleiter) und zuletzt Ludwig Aufreither (Hauptschriftleiter). 
1943 erschien die Wochenzeitung am 27. März zum letzten Mal als „Wienerwald-Bote“ und ging danach im Sankt Pöltner Heimatboten auf. Wie zahlreiche andere Bezirkszeitungen erschien der Wienerwald-Bote ab 1. April 1943 als Lokalausgabe des Heimatboten mit dem Zusatz „Zeitung für das Voralpenland. Mitteilungsblatt der NSDAP für die Kreise Lilienfeld, Melk, St. Pölten, amtliche Mitteilungen der Landräte, der Kreisbauernschaften und der landwirtschaftlichen Genossenschaften in den Kreisen Lilienfeld, Melk und St. Pölten.“ Hauptschriftleiter war weiterhin Ludwig Aufreither.